# Team Österreich
Team Österreich ist ein vom Radio-Sender Ö3 und dem Österreichischen Roten Kreuz im Jahr 2007 begonnenes Projekt. Ziel dieses Projektes ist es, möglichst viele Menschen zur Mithilfe bei z. B. Naturkatastrophen zu bewegen. Dazu kann sich jeder Erwachsene auf einer Website registrieren und seine Leistungen und besonderen Fähigkeiten (z. B. Fremdsprachen, …) bekanntgeben. Im Ernstfall können somit die Einsatzgruppen durch eine große Anzahl von zusätzlichen freiwilligen Helfern unterstützt werden.
Im Jahr 2020 sind ca. 85.000 Helfer im Team Österreich angemeldet. Die Verwaltung der Freiwilligen ist verhältnismäßig einfach aufgebaut. Die Anmeldungen erfolgen über Internet, die Ausbildung erfolgt in Kurzunterweisungen beim Roten Kreuz. Die Mitglieder müssen mindestens ein Alter von 18 Jahren aufweisen. Im Einsatzfall sind die Mitarbeiter wie andere Rotkreuzmitglieder versichert.

## Einsatzbereiche
Das Team Österreich wurde bereits zur Beseitigung von Unwetterschäden oder Schneemassen eingesetzt und auch für Dolmetschdienste für Sanitäter und Notärzte herangezogen. Größere Einsätze gab es im Rahmen der Team Österreich Hochwasserhilfe und der Team Österreich Flüchtlingshilfe. Neben der Katastrophenhilfe wurden weitere Projekte entwickelt, mit denen das Team Österreich hilfsbedürftigen Menschen im Alltag hilft, etwa die Team Österreich Tafel und die Team Österreich Lebensretter.

### Team Österreich Hochwasserhilfe

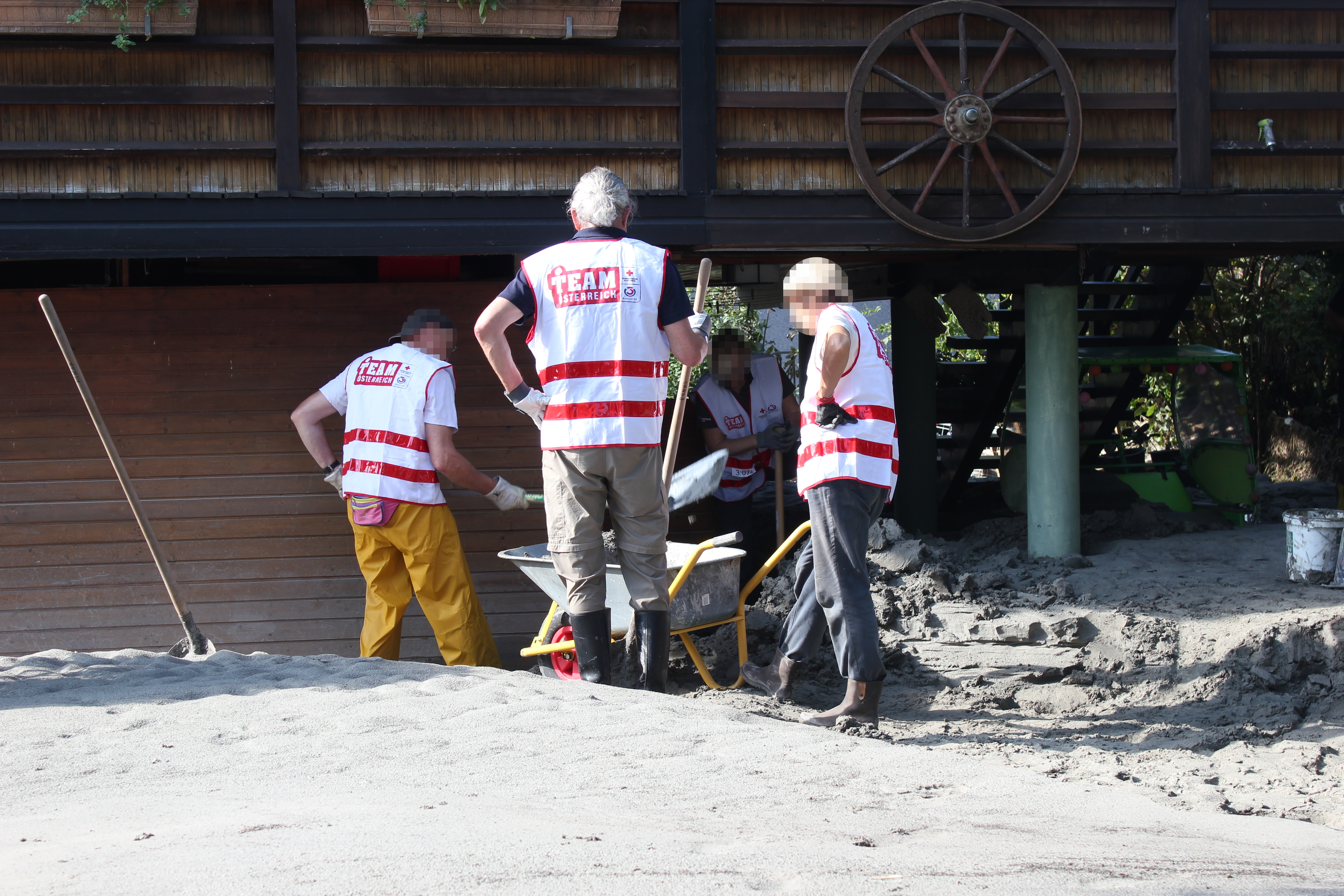
Team-Österreich-Helfer in Klosterneuburg nach dem Hochwasser in Mitteleuropa im September 2024

Eingesetzt wurden Mitglieder des Team Österreich in größerem Umfang unter anderem bei der Hochwasserkatastrophe 2009, 2013 und 2024. Die Helfer des Team Österreich unterstützten die Betroffenen bei Aufräum- und Reinigungsarbeiten und halfen in der Betreuung von evakuierten Personen mit.

### Team Österreich Tafel
Ein neues Projekt startete Team Österreich im Jahr 2010 unter dem Namen Team Österreich Tafel, wobei von Freiwilligen Lebensmittel, die ein Alter nahe dem Ablaufdatum haben, im Lebensmittelhandel gesammelt, und an Bedürftige verteilt werden. Dabei werden beispielsweise Rotkreuzstellen als Verteilungsstellen herangezogen, aber auch mit anderen sozialen Einrichtungen, wie etwa den SOMA-Märkten zusammengearbeitet.

### Team Österreich Flüchtlingshilfe
Das Team Österreich bewährte sich auch in der Flüchtlingshilfe bei der Flüchtlingskrise ab 2015. Die Struktur des Team Österreich wurde genutzt, um das private Engagement der Bevölkerung an die eingesetzten Hilfsorganisationen weiterzuvermitteln. In der Akutphase ging es um die Mithilfe bei der Betreuung der Flüchtlinge in Notunterkünften, z. B. bei Registrierung, Essensausgabe oder Bettenzuweisung. Langfristig sollen Flüchtlinge etwa bei Behördenwegen und Deutschkursen begleitet werden.

### Team Österreich Lebensretter
Unter dem Namen Team Österreich Lebensretter ging im Jahr 2017 ein weiteres Projekt an den Start. Eine Smartphone-App ermöglicht es, im Falle eines Kreislaufstillstandes qualifizierte Ersthelfer aus der Umgebung zum Notfallort zu entsenden und einen öffentlichen Defibrillator holen zu lassen. Mitmachen können nicht nur Sanitäter, sondern auch Ersthelfer mit einem aufrechten 16-stündigen Erste-Hilfe-Kurs. Diese sollen die Zeit bis zum Eintreffen des Rettungsdienstes mit effizienter Herz-Lungen-Wiederbelebung überbrücken, um die Überlebenschancen und Prognose nach einem Kreislaufstillstand zu verbessern.

## Übertragung auf andere Länder
Im Rahmen des Projektes "Team Civil Protection" soll bereits 2009 die Idee und das Konzept von "Team Österreich" in andere europäische Länder exportiert werden. Es wird von der EU mitfinanziert. Interessiert sind die Länder Deutschland, Großbritannien und Polen.
Geplant ist, das System von Team Österreich, inklusive der Medienkampagne und dem Training der Mitglieder, mit Unterstützung der EU und der Projektbezeichnung SAVE.regions nach Südmähren zu übertragen, um dort Freiwillige zu finden und sie in die derzeit vorwiegend beruflichen Hilfsorganisationen, wie Feuerwehr oder Rettungsdienst einzubinden.
Nachdem sich das Team Österreich bei zahlreichen Einsätzen bundesweit bewährt hat, erhielt der Landesverband Mecklenburg-Vorpommern des Deutschen Roten Kreuzes vom DRK-Generalsekretariat im Jahr 2009 den Auftrag, im Rahmen eines Pilotprojektes die Umsetzbarkeit dieses Konzeptes in Deutschland zu evaluieren. Die offizielle Gründung des Team MV erfolgte anlässlich des Weltrotkreuztages am 8. Mai 2011. Weitere vergleichbare Initiativen entstanden 2013 als Team Bayern, in Verantwortung des Bayerischen Roten Kreuzes und des Rundfunksenders Bayern 3, und unter Federführung einer Projektgruppe des Dresdener Fördervereins des Technischen Hilfswerkes als Team Mitteldeutschland für die Bundesländer Sachsen, Sachsen-Anhalt und Thüringen.

## Medienpreise
- Für die interaktive Karte der Hilfsbereitschaft und den Banner wurde das Team Österreich mit dem Summit Emerging Media Award 2007 ausgezeichnet.[13]
- Bei der Columbus-Preisverleihung 2008 gab es für die Werbekampagne für das Team Österreich drei Auszeichnungen.[14]
- Im Jahr 2008 erhielt das Team Österreich von der International Advertising Association die Auszeichnung in Silber in der Kategorie Soziales.[15]